# Rotación trienal
La rotación trienal era un sistema de cultivo propio de la Europa Atlántica durante la Edad Media.
Se cultivaba cereal en invierno hasta la primera parte del año, un cardenal en  primavera hasta la segunda parte del año y al final del año  se cultivaba barbecho. Se dio en la Edad Media, ya que en esta época la agricultura debía estar muy avanzada en una tierra de cultivo, pues era su única forma de pagar impuestos a los nobles y sacar a una familia de la hambruna que se vivía en esta época.......
Muchas personas confunden estos dos términos pero la realidad es muy sencilla: el barbecho es el terreno que se deja reposar durante un año o dos para que esta se abone y recupere todas las propiedades para que la cosecha sea productiva en este terreno. En cambio, cuando hablamos de la rotación trienal en cultivo, utilizando una tierra para los cereales, otra reposando y la última para cualquier otro tipo de cultivo, a esta rotación de terreno es a la que llamamos rotación trienal.

## Ventajas e inconvenientes de la rotación trienal
La rotación trienal tiene varias ventajas: aumenta la variedad de los productos obtenidos respecto a la rotación bienal, ya que van cambiando los productos todos los años, aumenta la cantidad y la calidad de los productos que se obtienen, ya que la tierra es más fértil al tener un año de descanso, la salud de los labriegos es mejor ya que comen más variedad de productos que si no usan la rotación trienal, etc.
Por muchas ventajas que tenga la rotación trienal, también tiene algunos inconvenientes: si al año siguiente de descanso hay una mala cosecha o no hay cosecha, los labradores se pueden morir de hambre ya que no tienen almacenada comida para tres años, aunque los inconvenientes son muchos menos que las ventajas que tiene la rotación trienal.
```
la rotacion trienal se hacía con el barbecho
```